# Nicola Coughlan
Nicola Mary Tina Coughlan (9 de enero de 1987) es una actriz irlandesa, principalmente conocida por sus roles como Claire Devlin en la serie de televisión Derry Girls (2018-2022) y Penelope Featherington en el drama de época de Netflix, Bridgerton (2020-actualidad).

## Primeros años y educación
Coughlan nació el 9 de enero de 1987 en Galway, Irlanda, y creció en Oranmore. Cuando tenía cinco años, mientras veía a su hermana mayor actuar en una obra escolar, decidió que quería ser actriz.
Cursó sus estudios primarios en la escuela Scoil Mhuire y asistió a la secundaria en Calasanctius College. Estudió en la Universidad Nacional de Irlanda, Galway, obteniendo un título en Inglés y Estudios Clásicos y luego siguió formándose en Inglaterra, donde asistió a Oxford School of Drama y a Birmingham School of Acting.

## Carrera

### Primeros trabajos (2004-2017)
En 1997, cuando tenía diez años, tuvo un papel sin acreditar en el thriller de acción My Brother's War. Su carrera como actriz comenzó en 2004 con un papel en el cortometraje The Phantom Cnut de Tom Collins. En los años siguientes, participó como actriz de voz en múltiples series animadas y películas incluyendo The Fairytales del 2004 al 2005, Summer of the Flying Saucer en 2008, Simsala Grimm II: The Adventures of Yoyo and Doc Croc en 2010 y Thor: Legend of the Magical Hammer en el año 2011. También realizó apariciones breves en la telenovela Doctors en 2012 y en la comedia musical Svengali en 2013.
Luego de estas participaciones, la actriz pasó alrededor de un año sin audiciones, lo cual repercutió en dificultades financieras por las que se vio obligada a regresar a la casa de sus padres en Irlanda. Durante este periodo comenzó a sufrir de depresión, de la que lentamente logró recuperarse con el apoyó de su familia.Comenzó a trabajar a tiempo parcial en una óptica y estaba cerca abandonar la actuación cuando supo que el teatro Old Vic había abierto audiciones para un festival, por lo que viajó a Londres para presentarse y quedó entre los siete seleccionados sobre un total de 1500 actores jóvenes. Finalmente, obtuvo el papel principal de Jess en la obra Jess and Joe Forever y debutó en septiembre de 2016 previo a un tour nacional. 

### Revelación (2018-presente)
En 2018 Coughlan comenzó a interpretar a Clare Devlin, uno de los personajes principales de la serie Derry Girls, una telecomedia situada en los años '90 en Derry, Irlanda del Norte. También actuó como Hannah Dalton en Harlots, un drama de época situado en el siglo XVIII. El año 2018 marcó su debut en el teatro West End con la producción de The Donmar Warehouse, La plenitud de la señorita Brodie y en septiembre, el periódico Evening Standard la nombró "una de las Estrellas en ascenso de 2018".
En diciembre del mismo año compitió contra algunos de sus compañeros de elenco en Derry Girls durante un episodio de The Great British Bake Off. Aunque la telecomedia había sido emitido por Channel 4 durante los meses de enero y febrero, fue a partir de su relanzamiento en Netflix que el show ganó popularidad y audiencia internacional.
Coughlan declaró que había audicionado para interpretar al personaje de Robin Buckley en la tercera temporada de Stranger Things, pero finalmente no obtuvo el papel.En 2019, se anunció que estaría en el reparto de la serie de Netflix Bridgerton, basada en la serie de libros del mismo nombre de Julia Quinn, la cual se estrenó en diciembre de 2020. La actriz interpreta a Penelope Featherington, una debutante reacia e hija menor de una familia de nuevos ricos en el Londres del Periodo Regencia.
En 2022, debido a los conflictos de agenda con la grabación de Bridgerton y la pandemia de COVID-19, su participación en la tercera temporada de Derry Girls fue notablemente reducida. En noviembre, apareció en la adaptación de audio en Audible de la novela Oliver Twist, la cual fue producida por Sam Mendes.
En 2023, protagonizó junto con Aimee Lou Wood y Lolly Adefope la comedia Seize Them! ambientada en los años oscuros, donde interpretó el papel de Humble Joan.  Ese mismo año, tuvo una breve participación en la película Barbie como la Barbie diplomática, explicando luego que su corto tiempo en escena se debía a los conflictos de agenda con su actual trabajo.
La actriz interpretó a la Reina Victoria en el especial de navidad de la comedia Dodger en BBC One y CBBC.En noviembre de 2023, fue anunciado que también aparecería en el especial de navidad de 2024 de Doctor Who, junto a su compañero de elenco de Barbie, Ncuti Gatwa.
En 2024, protagonizó la comedia dramática oscura Big Mood de Channel 4 junto a Lydia West.

## Filantropía y activismo
En 2018, cuando Coughlan actuaba en la adaptación de La plenitud de la señorita Brodie, escribió un artículo para The Guardian llamando la atención sobre el injusto escrutinio al que eran sometidos los cuerpos femeninos en la crítica teatral. El año siguiente, volvió a ser noticia por refutar el comentario de Daily Mirror mencionando que su look "no era el más halagador" en los British Academy Television Awards de 2019, a lo que respondió en un tuit: "me veo increíble, lo lamento". Luego de los Premios Globo de Oro de 2021, también replicó otros comentarios en Twitter acerca de su peso.
En febrero de 2019, 28 mujeres con sus maletas, lideradas por Nicola Coughlan, cruzaron el puente de Westminster de Londres para reclamar la despenalización del aborto en Irlanda del Norte. Representaron el número estimado de mujeres que semanalmente tienen que viajar a Inglaterra para acceder a un aborto.
El 26 de junio de 2020, Coughlan y sus compañeros de elenco de la serie Derry Girls interpretaron un sketch con Saoirse Ronan para la recaudación de fondos especial organizada por RTÉ: RTÉ Does Comic Relief. Todas las ganancias de la noche fueron destinadas a aquellas personas afectadas por la pandemia de COVID-19.
En julio de 2022, subastó un vestido de Alex Perry y recaudó €5.000 para Laura Lynn Hospice, un hospicio infantil irlandés que brinda servicios especializados de cuidados paliativos y de apoyo.
El 12 de abril de 2022, tras el estreno de la tercera temporada de Derry Girls, Coughlan protestó contra el intento de privatización de Channel 4, publicando en Instagram una imagen suya enseñando el dedo corazón, con el enlace a una petición de change.org.
En 2023, Coughlan fue una de las más de 2000 artistas que firmaron una carta de Artistas por Palestina pidiendo el alto al fuego en la Guerra Israel-Gaza y acusando a los gobiernos occidentales de "no solo tolerar los crímenes de guerra, sino también ayudarlos e instigarlos".
En 2025, tras el fallo de la Corte Suprema del Reino Unido sobre la definición legal de mujer, ayudó a recaudar más de 60 mil libras para la organización benéfica trans Not A Phase.

## Filmografía

### Películas y televisión
| Año           | Título          | Papel                                     | Notas                                |
| ------------- | --------------- | ----------------------------------------- | ------------------------------------ |
| 2004          | El Phantom Cnut | Katie                                     | Cortometraje                         |
| 2012          | Doctores        | Marie Callaghan                           | Episodio: "Cada Fin Tiene un Inicio" |
| 2018          | Harlots         | Hannah Dalton                             | Papel principal                      |
| 2018–2022     | Derry Girls     | Clare Devlin                              | Papel principal                      |
| 2020–presente | Bridgerton      | Penelope Featherington / Lady Whistledown | Papel principal                      |
| 2023          | Barbie          | Barbie diplomática                        |                                      |
| 2024          | Seize Them!     | Joan la Humilde                           |                                      |
| 2024          | Big mood        | Maggie                                    |                                      |

### Otras apariciones
| Año       | Título                     | Función    | Notas                                           |
| --------- | -------------------------- | ---------- | ----------------------------------------------- |
| 2019      | The Great British Bake Off | Ella misma | Episodio: "Especial Derry Girls"                |
| 2020-2021 | Would I Lie to You?        | Ella misma | Panelista, Temporada 14, episodio 7.            |
| 2021      | Taskmaster                 | Ella misma | Episodio: "New Year Treat"                      |
| 2021      | RuPaul's Drag Race UK      | Ella misma | Juez invitada, Episodio: "Grande Al aire libre" |

## Actriz de voz
| Año       | Título                                             | Función                               | Notas                                                   |
| --------- | -------------------------------------------------- | ------------------------------------- | ------------------------------------------------------- |
| 2004–2005 | El Fairytaler                                      | Varios                                | Voz (versión inglesa)                                   |
| 2008      | Verano del Vuelo Saucer                            | Janis                                 | Voz                                                     |
| 2010      | Simsala Grimm II: Las Aventuras de Yoyo y Doc Croc | Varios                                | Voz (versión inglesa)                                   |
| 2011      | Thor: Leyenda del Martillo Mágico                  | Edda                                  | Voz                                                     |
| 2012      | Ivan el Increíble                                  | Lottie                                | Voz (Versión inglesa de Gummi T, 2012)                  |
| 2020      | Su Canción                                         | Eve                                   | Voz                                                     |
| 2021      | Pito A través del Shamrocks                        | Minúsculo Nenny/ Granny Maureen/ Ella | Voz, También Creador y Escritor (6 Podcast de episodio) |

## Teatro
| Año       | Título                           | Función     | Director        | Playwright     | Teatro                                            | Ref    |
| --------- | -------------------------------- | ----------- | --------------- | -------------- | ------------------------------------------------- | ------ |
| 2013      | Calle de capilla                 | Kirsty      | Bryony Shanahan | Luke Barnes    | Scrawl Compañía de teatro Reino Unido Visita      | [ 43 ] |
| 2014      | Pato                             | Sophie      | Stella Feehily  | Stella Feehily | Fuera de Compañía de Teatro de la Junta           | [ 44 ] |
| 2015      | Nadya                            | Elena       | Sarah Prados    | Chris Jurado   | Teatro de parque                                  | [ 45 ] |
| 2015–2017 | Jess Y Joe Para siempre          | Jess        | Derek Vínculo   | Zoe Cooper     | El Viejo Vic Árbol Naranja TheatreTraverse Teatro | [ 46 ] |
| 2018      | El Albor de señorita Jean Brodie | Joyce Emily | Polly Findlay   | David Harrower | Donmar Almacén                                    | [ 47 ] |

## Premios, nominaciones y honores
| Año  | Premio                                                   | Categoría                                                    | Trabajo nominado                 | Resultado |
| ---- | -------------------------------------------------------- | ------------------------------------------------------------ | -------------------------------- | --------- |
| 2011 | La Etapa Unos para Mirar 2011                            | Unos para Mirar 2011                                         | Escaparate de graduación         |           |
| 2017 | Fuera Premios de West End                                | Actriz mejor en un Juego                                     | Jess Y Joe Para siempre          |           |
| 2018 | Anochecer la revista Estándar que Aumenta Estrellas 2018 | Anochecer la revista Estándar que Aumenta Estrella 2018      | El Albor de señorita Jean Brodie |           |
| 2021 | Premios de Gremio de Actores de pantalla                 | Rendimiento excepcional por un Ensemble en una Serie de Obra | Bridgerton                       |           |
| 2021 | Película irlandesa y Premios Televisivos                 | Actriz De apoyo mejor en una Obra                            | Bridgerton                       |           |
| 2021 | Película irlandesa y Premios Televisivos                 | Aumentando Premio de Estrella                                | Bridgerton                       |           |